# Stätte der buddhistischen Tempel in Shikshin
Die Stätte der buddhistischen Tempel in Shikshin (chinesisch 七个星佛寺遗址, Pinyin Qīgèxīng Fósì yízhǐ) in der alten Karaschahr-Region ist eine überwiegend tang-zeitliche Anlage von Höhlentempeln (锡克沁千佛洞,  Xīkèqìn Qiānfódòng, englisch Xikeqin Thousand Buddha Caves – „Shikshin-Tausend-Buddha-Höhlen“) und Tempelruinen im Autonomen Kreis Yanqi der Hui, etwa 30 km südwestlich des Sitzes der Kreisregierung der Großgemeinde Yanqi (Karaschahr) im Uigurischen Autonomen Gebiet Xinjiang im Westen der Volksrepublik China, am Nordostrand des Tarimbeckens. Die Stätte steht seit 2001 auf der Liste der Denkmäler der Volksrepublik China (5-139).